# Camden County (Missouri)
Camden County is een county in de Amerikaanse staat Missouri.
De county heeft een landoppervlakte van 1.697 km² en telt 37.051 inwoners (volkstelling 2000). De hoofdplaats is Camdenton.